# مشت تیغی
مشت تیغی (به انگلیسی: Razor Fist) نام سه ابرشرور است که در فیلم‌ها و مجله‌های مارول کامیکس حضور دارند. مشت تیغی‌ها، سه برادرند که دو تا از آنها (ویلیام یانگ و ویلیام اسکات) کشته‌شده‌اند و داگلاس اسکات، تنها برادری‌ست که زنده مانده است.
فلوریان مونتئانو، در فیلم شانگ چی و افسانه ده حلقه (محصول ۲۰۲۱ به کارگردانی دستین دنیل کرتون در دنیای سینمایی مارول) این شخصیت را به تصویر کشیده است.